# Condado de Harlan (Nebraska)
O Condado de Harlan é um dos 93 condados do estado norte-americano de Nebraska. A sede do condado é Alma, que é também a sua maior cidade. O condado tem uma área de 1487 km² (dos quais 54 km² estão cobertos por água), uma população de 3786 habitantes, e uma densidade populacional de 2,6 hab/km² (segundo o censo nacional de 2000). Foi fundado em 1871 e há duas teorias para a origem do seu nome: ou de James Harlan, que foi secretário do Interior dos Estados Unidos em 1865 e 1866, ou de um coletor de impostos de apelido Harlan que viveu perto de Republican City.